# Ernesto Oliveira
Pour les articles homonymes, voir Oliveira.
Ernesto Oliveira, de son nom complet Ernesto Nogueira de Oliveira, est un footballeur portugais né le 28 juillet 1921 à Lisbonne et mort le 24 février 2016. Il évoluait au poste de gardien de but.

## Biographie

### En club
Ernesto Oliveira joue l'intégralité de sa carrière à l'Atlético CP.
Pendant onze saisons,  est considéré comme le meilleur gardien de but de l'histoire du club, avec 133 matchs joués en première division portugaise,.
Avec l'Atlético CP, il est finaliste de la Coupe du Portugal à deux reprises en 1946 et 1949.

### En équipe nationale
International portugais, il reçoit six sélections en équipe du Portugal entre 1950 et 1951, pour dix-sept buts encaissés.
Son premier match est disputé le 14 mai 1950 en amical contre l'Angleterre (défaite 3-5 à Oeiras).
Son dernier match a lieu le 17 juin 1951 contre la Belgique en amical (match nul 1-1 à Oeiras).